# Адамс, Герберт (коллекционер)
Герберт Чарльз Вассалл Адамс (англ. Herbert Charles Vassall Adams; 16 декабря 1873 — 1 июля 1955) — английский коллекционер-филателист, внесенный в Список выдающихся филателистов в 1946 году. Вице-президент Королевского филателистического общества Лондона.
Эксперт по ранним почтовым маркам Великобритании. Известен своими работами над марками Великобритании, за которые получил ряд международных наград, в том числе Гран-при в Лондоне в 1950 году, медаль Тиллеарда в 1947 году.
Представил в Королевское филателистическое общество Лондона свои работы, исследования и прочее, посвящённые королю Великобритании и филателисту Георгу V. Собрал большие коллекции марок Нью-Брансуика, Новой Шотландии, Австрии, Греции, Италии и Турции.
В соавторстве с С. Э. Фрэнсисом в 1952 году издал книгу The Postage Stamps of Great Britain 1840-53 ("Почтовые марки Великобритании 1840-53), с указателем основных разновидностей печатных форм в один пенни и два пенса без перфорации. В 1954 году вместе с К. М. Бомонтом книгу The Postage Stamps of Great Britain, Part III ("Почтовые марки. Великобритании, Часть III ".
Член-учредитель Общества историков почты с 1946 года.
Погиб в автокатастрофе.